# Gerd Bischof
Gerd Bischof (* 17. Mai 1953 in Rheinhausen) ist ein Brigadegeneral außer Dienst der Luftwaffe der Bundeswehr.

## Leben

### Militärische Laufbahn

#### Ausbildung und erste Verwendungen
Bischof trat 1972 in den Dienst der Bundeswehr. Nach der Ausbildung zum Offizier diente er von 1974 bis 
1976 als Zugführer und Stellvertreter des Staffelchefs der Unteroffizierlehrstaffel des Leichten Kampfgeschwaders 42 in Bad Sobernheim. Es schloss sich von 1976 bis 1979 ein Studium der Wirtschafts- und Organisationswissenschaften an der Universität der Bundeswehr München an. Nach dem Studium war Bischof bis 1985 als Flugsicherungsoffizier beim Jagdgeschwader 71 „Richthofen“ in Wittmund eingesetzt.

#### Dienst als Stabsoffizier
Von 1985 bis 1987 absolvierte Bischof den 30. Generalstabslehrgang der Luftwaffe an der Führungsakademie der Bundeswehr in Hamburg, wo er zum Offizier im Generalstabsdienst ausgebildet wurde, und wurde hiernach zum Major befördert. Von 1987 bis 1989 diente er im Stab der 4. Luftwaffendivision in Aurich als Abteilungsleiter für Führungs- und Informationssysteme. Danach wurde Bischof in das Bonner Bundesministerium der Verteidigung versetzt, wo er von 1989 bis 1991 als Referent für Sicherheits- und Militärpolitik im Führungsstab der Streitkräfte diente. Von 1991 bis 1992 absolvierte er schließlich ein Studium der Sicherheitspolitik und Rüstungskontrolle beim Institut für Strategische Studien der Universität Genf, welches er mit einem Lizenziat abschloss.
Zurück in Deutschland war er von 1992 bis 1993 Studienreferent für Wirtschaft und Sicherheit an der Bundesakademie für Sicherheitspolitik (BAKS) in Bonn. 1993 übernahm er mit der Fliegerhorstgruppe des Jagdbombergeschwaders 34 „Allgäu“ in Memmingen ein Truppenkommando, welches er bis 1995 innehatte.
Von 1995 bis 1999 war er als Büroleiter des Vorsitzenden des NATO-Militärausschusses, General Klaus Naumann, im NATO-Hauptquartier in Brüssel eingesetzt. 1999 erfolgte die abermalige Versetzung in das Bonner Verteidigungsministerium, wo Bischof bis 2003 als Referatsleiter Innere Führung, Politische Bildung und Militärgeschichte im Führungsstab der Streitkräfte (FüS I) unter der Leitung von Generalmajor Egon Ramms diente. Von 2003 bis 2007 war Bischof schließlich im Bundeskanzleramt in Berlin eingesetzt, wo er unter dem Bundeskanzler Gerhard Schröder (SPD) erst Referatsleiter Militärpolitik und dann ab 2006 unter Bundeskanzlerin Angela Merkel (CDU) Gruppenleiter 22 Militärpolitik und militärische Angelegenheiten war. Er übernahm diese Aufgabe von Oberst Henning Hars und übergab selbige 2007 an Oberst Erich Vad.

#### Dienst als General
Ab dem 23. März 2007 war Bischof Kommandeur des Luftwaffenausbildungskommandos in Köln-Wahn. Während dieser Verwendung wurde er zum Brigadegeneral ernannt. Ab dem 17. März 2010 war er zusätzlich Kontingentführer des Deutschen Einsatzkontingents EUFOR und Chef des Stabes im Hauptquartier der EUFOR in Bosnien und Herzegowina im Rahmen der Operation Althea unter dem Kommando des österreichischen Generalmajors Bernhard Bair. Sein Einsatz endete noch im Jahr 2010. Den Dienstposten des Kommandeurs gab er am 30. Juni 2011 an Rainer Keller ab. Zuletzt war er vom 1. Juli 2011 bis August 2014 Director of Academic Plans & Policy am NATO Defence College in Rom.

### Privates
Bischof ist verheiratet und hat drei Kinder.